# Most za pešce in kolesarje v Tremerjah
Most za pešce in kolesarje v Tremerjah je most na novi kolesarski povezavi med Celjem in Laškim. Most omogoča tudi dostop pešcev in kolesarjev iz območja Rifengozda na avtobusno postajališče ob magistralni cesti v Tremerjah in za povezavo obeh naselij.

## Osnovni podatki
Most je zasnovan z enim razponom dolžine 80 m, skupna dolžina konstrukcije je 90 m. Nosilno jekleno konstrukcijo predstavlja prostorsko paličje iz dveh vzdolžnih okroglih jeklenih profilov v spodnjem in zgornjem pasu. Sovprežna plošča je zasnovana kot armiranobetonska plošča debeline od 15 do 22 cm. 

## Kolesarska povezava
Kolesarska povezava med Celjem in Laškim v pretežnem delu poteka po levem bregu Savinje, delno po obstoječih lokalnih cestah in javnih poteh. Ureditve so poleg izgradnje mostu za pešce in kolesarje pri Tremerjah obsegale gradnjo kolesarske poti in hodnikov za pešce, gradnjo podpornih konstrukcij, dve počivališči ter javno razsvetljavo. Izgradnjo je financirala Direkcija RS za infrastrukturo.